# モード・ルイス
モード・ルイス（Maud Lewis、1903年3月7日 – 1970年7月30日）はカナダのフォークアートの画家である。田舎の風景、動物、草花をモチーフに、明るい色彩とシンプルなタッチで温かみと幸福感のある絵を描いた。カナダで愛された画家の一人である。

## 生涯
ルイスの人生のほとんどが貧しい生活であり、生涯を通してノバスコシア州のヤーマス郡とディグビー郡のみで暮らした。彼女は正式な美術教育を受けたことはなかった。

### 家族との少女時代
彼女は1903年3月7日に、ノバスコシア州ヤーマス郡でモード・キャスリーン・ダウリー (Maud Kathleen Dowley) として生まれた。彼女は若年性関節リウマチを患い、生涯に亘って手足が不自由で体も小さかった。身体障害者に対する差別もあり、途中で学校教育を中退してホームスクールに切り換えたほか、同世代の子供と遊ぶよりも一人で過ごす時間が多かった。家族の前でピアノを演奏するなど、家族と家で過ごすのが最も楽しい時間であった。毎年、母親と共にクリスマス・カードを作り、友人や近所の人達に売っていた。
1935年には父ジョンが、1937年には母アグネスが亡くなる。当時の慣習により住居は兄が継ぐが、兄夫婦は離婚し兄が家を出る。モードは叔母と暮らすために、同じくノバスコシア州のディグビー郡へと転居した。

### 結婚
ディグビーへ移ってすぐ、彼女は魚の小売業を営むエヴェレット・ルイスと出会い、1938年に結婚した。夫婦はディグビー郡マーシャルタウンの小さな住居で暮らし始め、体の不自由なモードに代わりエヴェレットが家事を行った。世間でのエヴェレットの評判に拘らず夫婦の絆は強く、モードは誇りに思っていた。エヴェレットはモードが描く事を奨励する。魚を一軒一軒に売るのと同時にモードのポストカードを25セントで売り、やがて彼の顧客から評判が上がる。そしてモードのために油絵のセットを購入する。モードはやがて、壁・ドア・キッチン用品・インテリアなど、小さな家の中の描く事が可能なあらゆる表面に絵を描き始めるようになった。

### 「絵画販売中」
ルイス家の前には、"Paintings for Sale"（絵画販売中）と書かれたボードが掲げられた。1945年から1950年にかけて、ルイス家を訪れた人々が2ドルまたは3ドルで絵を買うようになる。彼女の絵はやがて7〜10ドルで売れるようになる。
1964年にはカナダの雑誌「Star Weekly」で紹介され、カナダ国中の注目を浴びる。翌1965年 CBCのテレビ番組「Telescope」で紹介される。
新聞、雑誌などにも頻繁に取り上げられ、遠方の人々やいろいろな人々から絵画の注文が来るようになる。注文者の中にはアメリカ大統領のリチャード・ニクソンも含まれていた。テレビ番組の中でアトリエが欲しいことを語ると、それを視聴した隣人によりトレーラーハウスを寄贈される。トレーラーハウス内はモードによって彩色された物品であふれかえるが、なぜかトレーラーハウス自体には何も描かれなかった。2つの絵が16,000ドル以上で売られるなど、彼女の絵は多くの人々の関心を集めるが、関節リウマチの病状は徐々に悪化する。トレーラーハウスも使われなくなる。
モードは1970年に病院で亡くなった。彼女は頻繁に病院に通う生活の合い間を見つけては、家の隅で絵を描き続けていた。彼女は夫エヴェレット、そしてその両親と共に葬られており、墓石には結婚前の旧姓である「モード・ダウリー」と刻まれている。
1979年、家に強盗が入り、その際エヴェレットは亡くなる。晩年エヴェレットも、絵を描いていた。

## 作品と作風
ほとんどの絵のサイズは小さく20cm×25cmである。41cm×51cmの絵が3枚だけ確認されている。茶ツボ、ティーポット、ちり取り、クッキーシート、薪ストーブなど家庭内のほとんどの物品、扉、雨戸、外壁、壁紙。家のあらゆるものがモードのキャンパスだった。家全体（内部の物品を含めた）がモードの作品である。
モチーフは自分の住む田舎の風景、動物、草花、蝶などであった。
絵画手法は、先ず輪郭を描き、絵の具のチューブから直接キャンパスに描いた。色を混ぜることは無かった。原色が多く使われるが、バランスの良い配色がされている。遠近法が用いられることはあるが、影は描かれない。素朴で明晰な画面。動物はユーモラスに描かれる。

## マーシャルタウンの小さな家

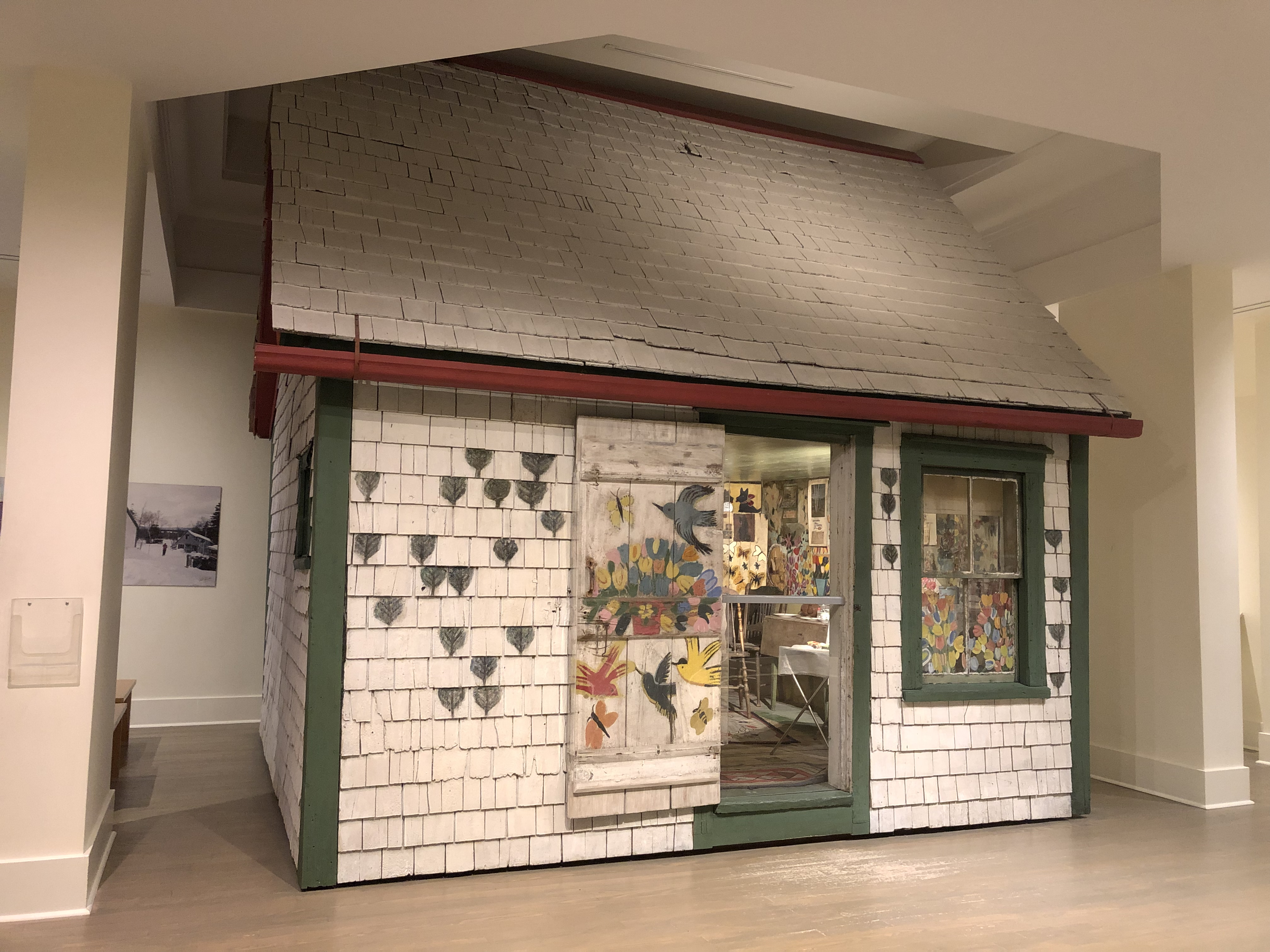
移築されたルイス家

家の正面の壁には、いくつかの小さな常緑樹が不規則な配置（自然の中の木々のように）で描かれていた。
家の大きさはわずか4×3.8m2で、たった一つの部屋にキッチン、ソファ、テーブルが配置され、ロフトに寝室を設けていた。電気・水道は無く、暖をとるのには料理用の薪ストーブが使われていた。それでも、壁・ドア・キッチン用品・インテリアなどあらゆる物と場所が、明るい色の絵の具で彩色され温かな雰囲気を醸し出していた。
1970年にモード、1979年にエヴェレットが亡くなった後、家の状態は悪化する。ディグビー郡の人々は、家の保存、維持、修復の為に市民グループ「モード・ルイスの家を保存する会」(The Maud Lewis Painted House Society)を設立する。長年このグループは資金の調達に努めるが、より大きな組織に委ねることが家の保護に重要であると考えるようになる。
1984年に、家はノバスコシア州政府に売られて、ノバスコシア美術館の管理下におかれることになる。1996年には、カナダ文化遺産省と地元の銀行、個人の寄付により資金を調達し、家の内部の物品も含めた徹底的な保存・修復作業が始められた。元の色や形を失った物も多かったが、1965年に放送されたテレビ番組の取材テープを参考に、最良だった1965年当時の状態に復元された。
完全に修復された家は、モードの絵画と共にハリファックスのノバスコシア美術館の屋内中央に移転され常設展示されている。

### もう一つの家

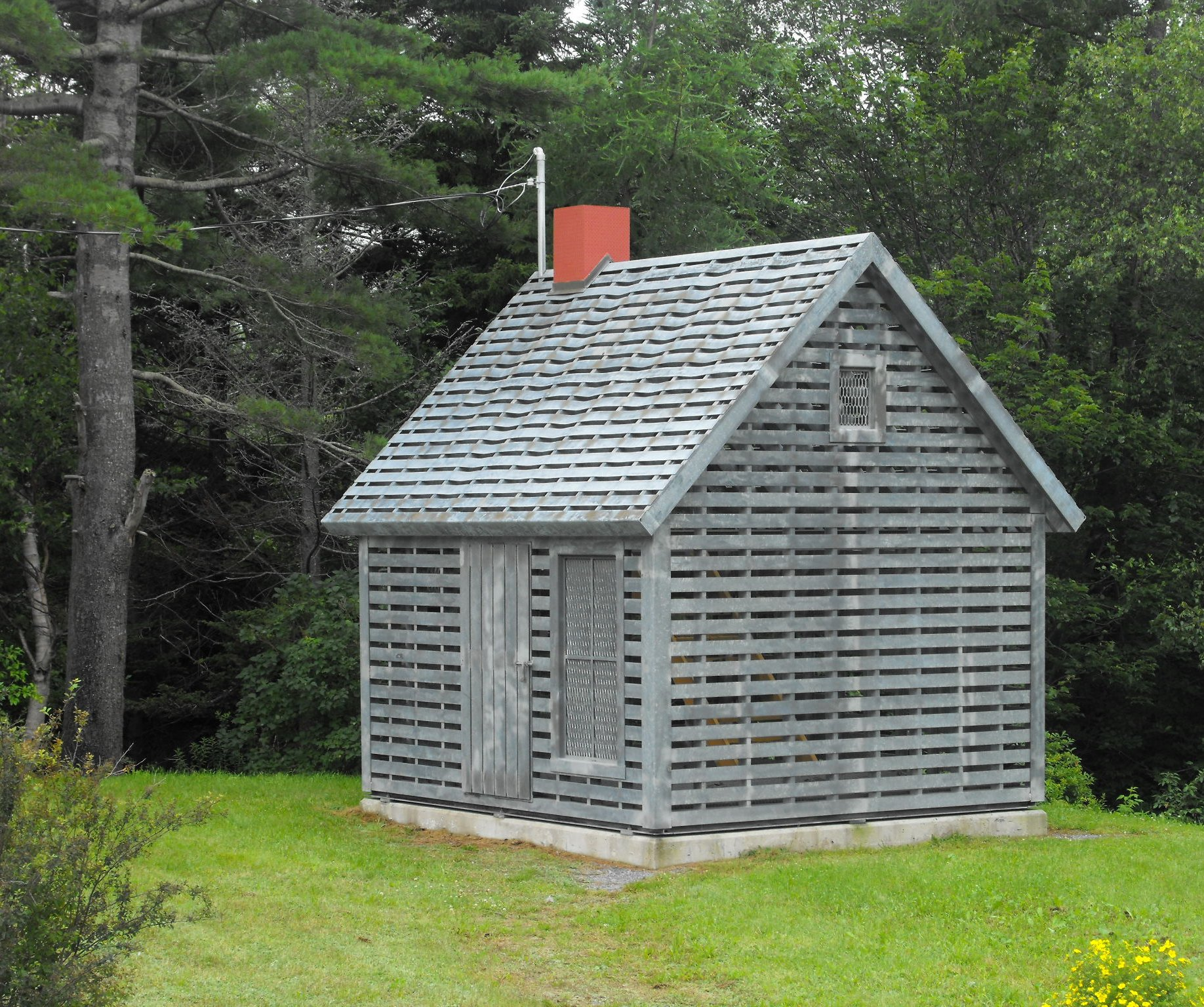
マーシャルタウンのモード・ルイス・メモリアル

家の移転後、家があった場所には記念モニュメントとして元の家と同じサイズの家が建てられた。ブライアン・マッケイ＝リヨンが設計しケルビーニ・メタルワークスにより造られたそのモニュメントは、モード・ルイスの芸術表現の手法とはかなり異なっている。鉄骨のフレームがモードの人生の現実の暗い側面を伝え、色のハイライトがモードの世界の無邪気なビジョンを示すというものである。

## 映画
モード・ルイスとその夫エヴェレットの絆を描いた作品が『しあわせの絵の具 / 愛を描く人 モード・ルイス』（原題: Maudie）として、2016年に映画化された（日本では2018年3月3日に劇場公開された）。モードを演じたサリー・ホーキンスは、絵本作家の両親を持ち、自身もイラストレーター志望だったが、役作りのために素朴派画家の絵画クラスに数ヶ月間通ったほどだった。背中を丸め、縮こまった手で絵筆を握る姿はモードが乗り移ったかのようだった。妻への愛と尊敬の念を無骨に隠すエヴェレットには、イーサン・ホークがキャスティングされた。ホークは本作出演後にモードの作品を2点購入したほどだった。監督はアシュリング・ウォルシュが務めたが、ホーキンスとは2005年のTVドラマ『荊の城』以来の再タッグとなった。作品はベルリン国際映画祭をはじめ、世界の名だたる映画祭で上映された。中でも、カナダのアカデミー賞に相当する第6回カナダ・スクリーン・アワード（では、作品賞、監督賞（ウォルシュ）、主演女優賞（ホーキンス）、助演男優賞（ホーク）、オリジナル脚本賞（シェリー・ホワイト）、編集賞（スティーヴン・オコンネル）、衣裳デザイン賞（トリーシャ・バッカー）の7部門を受賞した。

## 日本での紹介
2007年11月27日に放送されたテレビ東京の番組『開運!なんでも鑑定団』において、大橋巨泉がモード・ルイスの作品を持参した（鑑定額は100万円）。大橋巨泉がモード・ルイスの絵に一目ぼれし入手に至るまでの経緯と共に、モード・ルイスを紹介するVTRが放映された。
2018年2月1日〜3月29日の8週にわたり、カナダ大使館高円宮記念ギャラリーにて映画を記念した特別展「しあわせの絵の具 愛を描く人 モード・ルイス」映画展が開催された。当初は3月13日までの予定だった会期は延長された。ノバスコシア美術館協力の元、モードが花柄を描いた実物のクッキー缶のほか、絵画の複製や映画の撮影に使用された小道具などが展示された。

## 書籍
- Jo Ellen Bogart(著), Mark Lang(イラスト)『Capturing Joy: The Story of Maud Lewis 』出版社:Tundra Books (2002/3/12) ISBN 978-0887765681
- Laurie Hamilton(著), Maud Lewis(著)『The Painted House of Maud Lewis: Conserving a Folk Art Treasure 』出版社:Goose Lane Editions (2001/10) ISBN 978-0864923349
- Lance Woolaver(著), Bob Brooks(写真)『The Illuminated Life of Maud Lewis 』出版社: Down East Books(2001/02) ISBN 978-1551092171